# Ванатинаи
Ванатинаи (англ. Vanatinai; также Тагула (англ. Tagula), Садест (англ. Sudest) — остров в Тихом океане в составе островов Луизиада. Является территорией государства Папуа — Новая Гвинея. Административно входит в состав провинции Милн-Бей региона Папуа.

## География
Ванатинаи расположен в восточной части архипелага Луизиада, примерно в 362 км к юго-востоку от острова Новая Гвинея. С точки зрения геологии, остров имеет смешанное вулканическое и коралловое происхождение. Общая площадь Ванатинаи составляет 865,7 км², что делает его крупнейшим островом архипелага Луизиада. Длина острова достигает 71 км, а ширина — 15 км. Поверхность Ванатинаи гористая и неровная, по центру тянется горный хребет, высшая точка которого, гора Риу, достигает 806 м. Другие крупные вершины — горы Мадау (269 м), Гангулуа (439 м), Арумби (350 м). Остров, как и другие острова в Луизиаде, окружены обширным барьерным рифом, образующим одно из самых больших в мире лагун.

## История
Европейским первооткрывателем острова стал испанский путешественник Луис де Торрес, предположительно открывший Ванатинаи в 1606 году. Первый задокументированный контакт островитян с европейцами произошёл в 1849 году с членами экипажа корабля Rattlesnake, которые были участниками экспедиции по изучению Торресова пролива. В 1830-е годы остров, предположительно, посещали европейские торговцы и китобои, а в 1888 году на Ванатинаи были открыты небольшие запасы золота, вызвавшие «золотую лихорадку» и формальную аннексию островов Луизиада Британской империей, став частью Британской Новой Гвинеи (с 1904 года — Территории Папуа под управлением Австралии). Примерно в то же время на острове стали создаваться плантации кокосовых пальм. Первые христианские миссионеры обосновались на Ванатинаи только в 1947 году. С 1975 года остров является частью независимого государства Папуа — Новая Гвинея.

## Население
В 1978 году на острове проживало около 2300 человек. Основное поселение расположено на северном побережье Ванатинаи.

## Экономика
Основу экономики острова составляет сельское хозяйство (производство копры).